# マリーリアAC
マリーリアAC (ポルトガル語: Marília Atlético Clube) は、ブラジル・サンパウロ州・マリーリアを本拠地とするサッカークラブである。1942年12月14日設立。

## 歴史
- 1942年 ‐ ECコメルシアウ (Esporte Clube Comercial) として設立される。
- 1947年 - 不評だったクラブ名をマリーリアACに改める。
- 1954年 - サッカー部門の活動を休止。
- 1969年 - サッカー部門の活動を再開。

### 国内タイトル
- カンピオナート・パウリスタ・セリエA2（ポルトガル語版）: 2回
  - 1971, 2002

## 歴代監督
- セホーン 1993, 2009
- ロベルト・カヴァーロ 2006-2007
- フェルナンド 2011
- ルイス・ドス・ヘイス 2013-2015
- ブルーノ・クアドロス 2015

## 歴代所属選手

### DF
- バジーリオ 2003
- エバウド 2004-2005
- デジマール 2006-2007

### MF
- ジュカ 2003
- ジュニーニョ 2004-2006
- フェルナンド 2006-2007
- ドゥグラス 2012
- アルセウ 2012-2014

### FW
- カターニャ 2005
- アタリバ 2009